# Острів Йони
Острів Йо́ни (рос. остров Ионы) — безлюдні скелі в Охотському морі розташовані за 350 км на схід від затоки Аян та за 250 км на північ від острова Сахаліну. Територія Охотського району Хабаровського краю Російської Федерації. Відкритий і названий у 1789 році експедицією російських мореплавців Йосипа Біллінгса і Гаврила Саричева.
Висота близько 150 м. Схили майже позбавлені рослинності. Східний схил острова набагато крутіший західного. Береги скелясті і майже прямовисні. Від західного берега місцями виступають невеликі скелясті миси. Лежбище сивучів і нерп. Пташині базари.